# Christofer Johnsson
Christofer Johnsson (Upplands Väsby, 10 agosto 1972) è un cantante e musicista svedese.

## Carriera
Nel 1987 è tra i fondatori del gruppo symphonic metal Therion, in cui è chitarrista e cantante fino al 2006, anno in cui rimane come chitarrista. Nel 2011 riprende l'attività di vocalist nel gruppo. Il gruppo ha esordito nel 1991 con l'album Of Darkness.... Negli anni '90 registra con un'altra band progressive death metal, i Carbonized. Inoltre è attivo nei Liers in Wait solo nel 1992. Nel periodo 1994-1995 fa parte della formazione del gruppo svizzero Messiah. Dal 2003 al 2006 è voce del gruppo svedese Demonoid, che pubblica l'album Riders of the Apocalypse nel 2004.